# Antti Rajamäki
Antti Juhani Rainer Rajamäki (né le 14 juillet 1952 à Teuva) est un athlète finlandais, spécialiste du 200 m.
Son meilleur temps sur 200 m est de 20 s 69 (à Stockholm le 3 août 1975). Il détient le record de Finlande du relais 4 × 100 m depuis le 9 septembre 1972 (lors des Jeux olympiques de Munich) en 39 s 30 : c'est le plus ancien record du relais 4 × 100 m dans le monde (en vigueur en 2009). L'équipe du relais était composée d'Antti Rajamäki, Raimo Vilén, Erik Gustafsson et Markku Juhola.